# Sing for Me
Sing for Me è un singolo promozionale degli Yellowcard, pubblicato il 26 ottobre 2011 come terza canzone tratta dall'album del 2011 When You're Through Thinking, Say Yes, il primo disco dopo la reunion della band. È l'ultimo singolo pubblicato con il bassista Sean O'Donnell, che di lì a poco lascia la band e viene sostituito da Josh Portman. L'anteprima del video è stata ospitata da MTV il 25 ottobre.
La canzone è stata scelta come terzo singolo al posto di With You Around, soprattutto in ragione dell'importanza del testo per Ryan Key e la sua famiglia.

## Testo
La canzone è stata scritta da Ryan Key ed è dedicata alla zia Stephanie Murphy, grande supporter sua e degli Yellowcard fin dagli esordi, che in quel periodo stava lottando contro un aggressivo tumore al cervello (il quale in capo a pochi mesi l'avrebbe portata alla morte). La canzone è scritta come se fosse cantata attraverso le parole che la stessa Stephanie rivolge a Ryan prima dell'addio definitivo. Stephanie chiama a sé suo nipote per dirgli quanto sia fiera di lui e quanto gli voglia bene (tanto che un anno -ciò che le resta da vivere secondo i medici- non le sarebbe nemmeno possibile esprimerglielo), e che anche quando non sarà più in grado di essere accanto a lui fisicamente, lo guarderà dall'alto ispirandogli le parole che lui canterà per lei. Infine lo lascia, con l'insegnamento di non guardare mai alle spalle perché il passato appartiene al passato, e di seguire invece ciò che gli dice il cuore, perché esso non sbaglia mai. La forza per continuare a vivere positivamente la propria vita può venire dal di dentro e anche con l'aiuto di chi ci vuole bene. Come ha detto Ryan Key, "affrontare per la prima volta nella mia vita l'imminente perdita di una persona che amo molto mi ha aperto gli occhi su quanto sia importante concentrarsi sulle cose belle che la mia vita mi può offrire".

## Video musicale
Il video è stato ideato e diretto da Robby Starbuck ed è stato pubblicato su YouTube il 26 ottobre 2011. Presenta una serie di storie contrassegnate da un lutto o da gravi difficoltà, ma con i protagonisti che nonostante questo riescono a trovare la forza dentro di sé o nella memoria dei propri cari per andare avanti, e convoglia quindi un messaggio di positività anche nel dolore, che è tipico della band (e che sostanzialmente si ritrova anche nel testo). Il video si apre presentando tutte queste storie, con la canzone See Me Smiling (sempre dallo stesso album nonché chiaro riferimento alla positività): conosciamo così Selah, sopravvissuta ad un grave incidente in cui ha subito la frattura di 7 ossa e l'asportazione della milza; Kyle, che ha perso sua madre a causa del cancro, ma che vede ancora la sua luce guidare i suoi passi; Mercedes e suo padre, che hanno subito una rapina con aggressione nella loro casa, in conseguenza della quale lei ha avuto un'emorragia cerebrale. A causa delle alte spese mediche e della mancanza di un'assicurazione sulla malattia hanno subito lo sfratto e da un anno vivono nella loro macchina senza aria condizionata; Joanka, vittima del bullismo a scuola, ma che ha proseguito per la sua strada per rincorrere i suoi sogni; Ashley, il cui fidanzato è stato ucciso da un conducente in stato di ebbrezza; Eric, che è stato ad un passo dal suicidio; Melissa, una ex tossicodipendente il cui bimbo le ha salvato la vita; Stephen, un ragazzino obeso che è riuscito a cambiare fino a ritornare normale; Cliff Carrera, pianto dai suoi cari; una ragazza che rappresenta tutte le persone che hanno lasciato il loro posto d'origine per inseguire i loro sogni. Il testo che appare alla fine di queste presentazioni recita: "Abbiamo tutti una storia. Queste sono storie di sopravvissuti e di gente che riesce ancora a vedere ciò che c'è di positivo". Successivamente inizia la musica di Sing for Me e scorrono di nuovo questi personaggi, aggiungendo dettagli su come la loro vita sia rimasta positiva anche nelle disgrazie, alternate a una ripresa della band che suona su uno sfondo illuminato di giallo. Stephen fa jogging per recuperare il suo peso-forma, e sul marciapiede si leggono le scritte "Non ho aspettato che arrivasse il cambiamento: mi sono impegnato io stesso per farlo avvenire"; Mercedes e suo padre, assieme al loro cane, ci mostrano la loro macchina strapiena dei bagagli che si sono dovuti portare dietro dopo lo sfratto, e sull'arbre magique si legge "ci stiamo impegnando insieme per raggiungere i nostri sogni"; Ashley reca un cartello a forma di "STOP" che recita "un conducente in stato d'ebbrezza mi ha strappato via il mio amore"; Joanka, seduta per terra in un angolino di un bagno, ha sul corpo le scritte degli insulti di cui era fatta oggetto a scuola; Melissa spiega che il suo bambino l'ha salvata dalla droga (si può comprendere dal fatto che la scritta sia formata dagli spazi vuoti lasciati da una polverina bianca su un tavolo); Kyle mostra una tazza dedicata a sua madre, deceduta il 4 febbraio 2003, e una foto scattata con lei; Eric porta due braccialetti: su uno c'è scritto "il suicidio non è una delle opzioni" e sull'altro "mi hai salvato la vita"; da una foto, risulta che Cliff Carrera era solamente un bambino quando è morto; un altro uomo presenta un cartellone che dice "se oggi sono un uomo onesto lo devo al mio padrino"; un ragazzo che mangia al bancone di un fast food ha scritto con il ketchup "vivo la vita con il sorriso, così niente mi può abbattere"; Selah indossa una maglietta con la scritta "è un miracolo se sono viva"; un'altra ragazza scrive su un foglio "ho capito che sono bella così come Dio mi ha fatta". Verso la fine del video anche i membri della band espongono la propria storia: Ryan Key scrive "F#ck cancer" in riferimento a sua zia; LP scrive "mi manchi, nonna"; Sean O'Donnell "mi manchi, #82"; Ryan Mendez "Mi manchi, amico mio. CDB, 26/11/10"; Sean Mackin "la mia famiglia e i miei amici mi danno la forza". Il video si chiude con i protagonisti delle storie inquadrati a uno a uno sullo sfondo giallo mentre sorridono.
Queste storie sono state raccolte da Robby Starbuck e dai suoi collaboratori in giro per Los Angeles. Gli stessi Yellowcard, prima di vedere il video, non erano a conoscenza delle storie narrate.

## Formazione
- Ryan Key - voce e chitarra elettrica
- Sean Mackin - violino e seconde voci
- Longineu Parsons III - batteria
- Ryan Mendez - chitarra elettrica
- Sean O'Donnell - basso